# Wolverine : Le Combat de l'immortel
Série X-Men
X-Men : Le Commencement
(2011) X-Men: Days of Future Past
(2014)
Série Wolverine
X-Men Origins: Wolverine
(2009) Logan
(2017)
Pour plus de détails, voir Fiche technique et Distribution.
Wolverine : Le Combat de l'immortel (The Wolverine), ou Le Wolverine au Québec est un film de super-héros américano-britanno-japonais réalisé par James Mangold et sorti en 2013.
C'est le sixième film de la série X-Men mettant en scène des personnages de la série de comics X-Men de Marvel Comics, créés par le scénariste Stan Lee et le dessinateur Jack Kirby, et le deuxième centré sur Wolverine, après X-Men Origins: Wolverine (2009) de Gavin Hood.
Le film se déroule sept ans après l'affrontement à San Francisco et la mort de Jean Grey. Wolverine s'est exilé et vit dans les montagnes. Il se rend au Japon, au chevet de l'industriel Ichirō Yashida. Il avait sauvé la vie de ce dernier en août 1945 durant le bombardement atomique de Nagasaki. Arrivé à Tokyo, Logan retrouve le vieil homme, qui lui demande de devenir le protecteur de sa petite-fille et héritière. Le mutant va se retrouver impliqué dans une violente lutte de pouvoir, aux prises avec d'impitoyables Yakuzas, des ninjas silencieux mais également avec Vipère, une dangereuse mutante qui le prive de son pouvoir d'auto guérison, le rendant vulnérable pour la première fois. Pour échapper à la mort, Wolverine devra livrer combat contre le dangereux Samouraï d'Argent.

## Synopsis
Août 1945, Logan est incarcéré dans un camp de prisonniers de guerre japonais. Alors qu'une alerte à la bombe retentit, l'officier Ichirō Yashida décide de libérer les prisonniers. Logan est quant à lui enfermé au fond d'un puits. Alors que les autres officiers se tuent par hara-kiri, Yashida suit Logan au fond du puits alors que survient le bombardement de Nagasaki. Malgré la force de l'explosion, grâce à l'intervention de Logan, Yashida est sauvé.
En 2013, Logan vit désormais reclus dans les montagnes et fait difficilement le deuil de Jean Grey, dont il fait régulièrement des cauchemars. En ville, il est approché par Yukio, une mutante capable de lire l'avenir et de voir la mort des autres. Elle lui apprend qu'Ichirō Yashida est mourrant et qu'il veut absolument le voir. Logan se rend ainsi à Tokyo pour faire ses adieux à l'ancien officier.
Arrivé au Japon, Logan fait la connaissance de la famille de son ami : son fils Shingen ainsi que la fille de ce dernier, Mariko. Il rencontre par ailleurs le Dr Green, la cancérologue et médecin personnel, rencontrée un an plus tôt. Yashida lui révèle qu'il le considère comme un rōnin à cause de sa capacité à guérir et que cela le condamne à vivre éternellement, ce que Yashida interprète comme une malédiction. Aussi, il lui propose un marché : en échange de sa capacité à guérir, il s'engage à rendre Logan mortel. Ce dernier se montre réticent et surpris par cette idée.
La nuit suivante, alors que Logan rêve qu'il embrasse Jean Grey (qui s'attendait à ce qu'il accepte la proposition de Yashida), il se fait attaquer par Green qui lui injecte quelque chose dans le corps par la bouche. Mais Logan se réveille et pense avoir rêvé. Il découvre que Yashida est décédé, léguant l'empire industriel familial à Mariko, ce qui provoque le courroux de Shingen. En collaboration avec Noburo Mori, le futur mari de Mariko (qui se trouve être le ministre de la Justice), Shingen engage des Yakuzas pour la lui ramener avant la mise en application du testament quelques jours plus tard.
Pendant l'enterrement du grand-père, les Yakuzas tentent d'enlever Mariko, mais Logan la sauve, aidé d'un étrange archer. Ayant reçu une balle dans le ventre pendant le combat, le mutant s'aperçoit que son corps ne guérit plus aussi vite qu'avant. Après une course-poursuite à travers Tokyo, Logan et Mariko s'enfuient à bord du Shinkansen dans lequel se trouvent d'autres Yakuzas. Après une violente confrontation sur le toit du train dont il sort vainqueur, Logan convainc une Mariko réticente de le laisser la protéger. Ils se réfugient dans un love hotel pour la nuit. Pendant que Mariko dort, Logan veille sur le balcon, sous une pluie battante. Il s'effondre de fatigue en ayant une nouvelle illusion de Jean Grey avec qui il s'entretient. Il ne doit son salut qu'à Mariko, réveillée. Entretemps, on apprend que le Dr Green (qui s'avère être en réalité une mutante ayant des caractéristiques de Vipère) et Kenichiro Harada, l'archer qui défendait Mariko durant l'enterrement et qui avait été promis à celle-ci il y a plusieurs années, les recherchent.
Les deux vont alors dans une maison située à Nagasaki et appartenant à la famille de Mariko. Lors d'une promenade, Logan retrouve l'endroit où il a rencontré Yashida. Toutefois, ses cauchemars en lien avec Jean Grey le tourmentent encore et titillent la curiosité de Mariko. Logan et cette dernière commencent à se rapprocher, mais la nuit, Logan fait un nouveau cauchemar où il se bat contre un mystérieux samouraï. Une fois de plus, Mariko l'apaise.
Les Yakuzas finissent par retrouver Mariko et l'enlèvent. Logan, qui n'a rien pu faire pour la sauver, en élimine néanmoins un qui lui révèle sous la menace qu'il travaille pour Noburo. Se rendant chez ce dernier, Logan croise la route de Yukio, et après l'avoir découvert dans une position embarrassante, Logan le force à divulguer les plans de Shingen. Yukio annonce à Logan qu'elle a eu une vision : elle l'a vu mort tenant son cœur dans la main. Logan développe des attitudes sceptiques et lui dit que cela n'arrivera pas.
Ils partent ensuite à la résidence familiale de Yashida. Mais lorsqu'ils arrivent, Mariko est de nouveau partie, cette fois-ci avec la Vipère et Harada. Shingen n'ayant pas pu les empêcher. Logan découvre un parasite collé à son cœur qui se révèle être l'inhibiteur de son pouvoir de régénération. Découragé par Yukio qui craint sa vision se réaliser, Logan cherche à s'en débarrasser tout seul. Ils sont alors assaillis par un Shingen déchaîné, que Logan parvient à tuer après avoir retiré le parasite. Son pouvoir de guérison est de nouveau restauré.
Logan et Yukio se dirigent vers la grande tour dans le village natal de Yashida où est retenue Mariko. À la suite d'un combat acharné contre les ninjas d'Harada, Logan est finalement endormi par une flèche d'Harada enduite d'un poison que lui avait donné la Vipère. Il est fait prisonnier sur une chaise, ses bras et ses poignets coincés. Le narguant, la Vipère le force à sortir ses griffes pour les lui faire couper par une terrifiante cyber-armure en adamantium géante, représentant le Samouraï d'Argent. Pendant que Logan et Harada, qui ne considérait la Vipère que comme un « pion », combattent le Samouraï d'Argent. Yukio, enfin arrivée dans la tour, affronte la Vipère, mais Logan voit ses griffes détruites par le Samouraï, pendant qu'Harada, transpercé par ce dernier, s'éteint dans les bras de Mariko. Yukio réussit à neutraliser la Vipère en la pendant.
En suspension dans le vide, Logan est finalement tenu par le Samouraï d'Argent qui commence à lui extirper ses capacités de régénération. Ce dernier, n'ayant plus de casque pour protéger son visage, dévoile son identité. C'est le vieux Yashida qui contrôle l'armure à la surprise de Logan. Depuis leur rencontre à Nagasaki, il est rapidement devenu obsédé par les pouvoirs du mutant qui lui confèrent l'invincibilité et l'immortalité. Avec l'aide de nombreux chercheurs dont la Vipère, il a conçu la cyber-armure pour survivre à sa maladie et décupler sa force pour qu'un jour, il puisse s'emparer des dons de Wolverine. Il lui révèle ainsi ses propres intérêts et fait l'éloge de l'immortalité tout en blamant son mentor de ne pas avoir profité de cette ressource. Affaibli par les transmissions de pouvoirs imposées par Yashida, Logan s'aperçoit que ses facultés de guérisseur ont fait basculer son ancien protégé dans la folie.
Finalement, de par l'intervention de Mariko, il ressort ses griffes, sous forme d'os avant d'empaler Yashida pour lui faire définitivement ses adieux en le jettant du haut de la tour. Quasiment mort d'épuisement, Logan s'effondre et a une dernière vision de Jean Grey. Il annonce à cette dernière que son heure n'est pas encore venue et qu'il ne peut la rejoindre. Quelques jours après, l'ordre est rétabli, Mariko est à la tête de l'empire des Yashida et Noburo Mori ainsi que tous ses complices sont interpellés par la police. Après avoir fait leurs adieux à Mariko, Logan et Yukio s'apprêtent à prendre l'avion. Les aventures du mutant sont loin d'êtres terminées.

### Scène inter-générique
Deux ans plus tard, Logan est dans un aéroport où il s'apprête à franchir le portique de sécurité. Il regarde alors un écran sur lequel est diffusé une publicité de Trask Industries quand soudain des objets métalliques commencent à léviter. Logan se retourne, et il se retrouve face à Magnéto, qui a retrouvé ses pouvoirs, et qui lui annonce que des humains produisent une arme secrète (les Sentinelles) qui pourrait bien anéantir les mutants. Il ajoute qu'il sollicite son aide mais Logan reste méfiant. C'est alors que tout l'aéroport se fige, et le Professeur Charles Xavier apparaît à son tour. Logan est sous le choc. Xavier lui dit en souriant qu'il est loin d'être le seul à avoir un don. Se retournant vers Magnéto, Logan comprend que le rassemblement de ces deux vieux ennemis signifie que la situation est grave.
Une autre scène montre Yukio et Wolverine dans l'avion. Yukio ouvre une valise montrant le costume jaune dont Mariko a fait cadeau à Logan.

## Fiche technique
Sauf indication contraire, les informations mentionnées dans cette section peuvent être confirmées par les bases de données cinématographiques IMDb et Allociné,  présentes dans la section « Liens externes ».
- Titre original : The Wolverine
- Titre français : Wolverine : Le Combat de l'immortel
- Titre québécois : Le Wolverine
- Titre Japonais : ウルヴァリン：SAMURAI (Wolverine: Samurai)
- Réalisation : James Mangold
- Scénario : Scott Frank et Mark Bomback, avec la participation non créditée de Christopher McQuarrie, d'après le comics de Frank Miller et Chris Claremont
- Musique : Marco Beltrami
- Direction artistique : Michael Turner, Ian Gracie et Rika Nakanishi
- Décors : François Audouy
- Costumes : Isis Mussenden et Shareen Beringer
- Photographie : Ross Emery
- Son : Ron Bartlett, Simon Goldfinch, Paul Pavelka
- Montage : Michael McCusker
- Production : Lauren Shuler Donner, Hutch Parker, Kazutoshi Wadakura (en) (Japon), Hugh Jackman[2] et John Palermo[2]
  - Production déléguée : Stan Lee et Joseph M. Caracciolo Jr.
  - Production associée : Tom Cohen
  - Production exécutive : Jesse Prupas (Montréal - non crédité)
- Sociétés de production[3] :
  - États-Unis : The Donners' Company et Bad Hat Harry Productions (non crédité), présenté par Twentieth Century Fox, en association avec Marvel Entertainment, réalisé en association avec TSG Entertainment
  - Royaume-Uni : réalisé en association avec Ingenious Media, produit en association avec Big Screen Productions
- Société de distribution : Twentieth Century Fox
- Budget : 120 millions de $[4]
- Pays de production :  États-Unis,  Royaume-Uni,  Japon
- Langues originales : anglais, japonais
- Format[5] : couleur (DeLuxe) - 35 mm / 70 mm - 2,39:1 (Cinémascope) (Panavision) - son Datasat | Dolby Atmos | SDDS
- Genre : action, fantastique, science-fiction, super-héros
- Durée : 126 minutes, 138 minutes (version longue)
- Dates de sortie[6] :
  - France, Belgique, Suisse romande : 24 juillet 2013[7],[8]
  - Royaume-Uni : 25 juillet 2013
  - États-Unis, Québec : 26 juillet 2013[9]
  - Japon : 13 septembre 2013
- Classification[10] :
  - États-Unis : accord parental recommandé, film déconseillé aux moins de 13 ans (PG-13 - Parents Strongly Cautioned)[Note 2]
  - Royaume-Uni : les enfants de moins de 12 ans doivent être accompagnés d'un adulte (12A - Suitable for 12 years and over)[11]
  - Japon : tous publics - pas de restriction d'âge (Eirin - G)
  - France : tous publics avec avertissement[12],[13],[Note 3].
  - Belgique : tous publics (Alle Leeftijden)[7]
  - Suisse romande : interdit aux moins de 14 ans[14]
  - Québec : 13 ans et plus (violence) (13+ / 13 years and over)[9]

## Distribution
- Hugh Jackman (VF : Joël Zaffarano) : Logan / Wolverine
- Rila Fukushima (VF : Céline Mauge) : Yukio (en)
- Tao Okamoto (VF : Ryoko Hagiwara) : Mariko Yashida
- Svetlana Khodtchenkova (VF : Marjorie Frantz) : Dr Green / la Vipère
- Will Yun Lee (VF : Bernard Gabay) : Keniuchio Harada
- Hiroyuki Sanada (VF : Bruno Dubernat) : Shingen Yashida
- Brian Tee (VF : Jean-Pierre Michaël) : Noburo Mori
- Hal Yamanouchi (VF : Bernard Tiphaine) : Ichirō Yashida / le Samouraï d'Argent
- Famke Janssen (VF : Juliette Degenne) : Jean Grey (caméo)
- Ian McKellen (VF : Philippe Catoire) : Erik Lehnsherr / Magnéto (caméo)
- Patrick Stewart (VF : Pierre Dourlens) : Pr Charles Xavier (caméo)

Source et légende : Version française (VF) sur AlloDoublage

## Production

### Genèse et développement
| |  |  |
| Hugh Jackman, l'interprète de Wolverine et le réalisateur James Mangold au San Diego Comic Con 2013, pour la promotion du film. |  |  |

En septembre 2009, Gavin Hood, le réalisateur d' X-Men Origins: Wolverine a spéculé qu'il y aurait une suite qui se déroulera au Japon.
À l'origine, le film devait s'intituler X- Men Origins: Wolverine 2 et ainsi être la suite de X-Men Origins: Wolverine, sorti en 2009. Rapidement, il est annoncé que l'histoire se déroulera au Japon, tout comme une série de comics sur Wolverine par Chris Claremont et Frank Miller publiée dès 1982. Hugh Jackman avoue alors que ces comics sont ses préférés. La productrice Lauren Shuler Donner approche alors le scénariste Simon Beaufoy, qui décline la proposition. Le 5 mai 2009, 4 jours après la sortie américaine de X-Men Origins: Wolverine, la suite est officiellement confirmée.
En août 2009, Christopher McQuarrie, qui avait travaillé de manière non créditée sur X-Men de Bryan Singer, est engagé pour écrire le script du film. L'histoire est alors focalisée sur la relation entre Logan/Wolverine et Mariko Yashida.
À l'origine, Bryan Singer s'est vu offrir l'occasion de réaliser le film, mais il a refusé. Des rumeurs évoquent alors les noms de Daniel Espinosa, Timur Bekmambetov, Kathryn Bigelow, Tony Scott ou encore Matt Reeves. En octobre 2010, c'est finalement Darren Aronofsky qui est officialisé comme réalisateur du projet. L'une de ses premières décisions est de renommer le film en The Wolverine, pour en faire un film indépendant à la saga plutôt qu'une simple suite. Le titre ainsi que le traitement de la chronologie suggèrent un reboot ou une mise à l'écart de X-Men Origins qui fut mal reçu,.
En mars 2011, Darren Aronofsky quitte le projet en raison de la durée du tournage qui l'obligerait à être absent pendant un an de sa famille,. Les catastrophes naturelles survenues au Japon posent aussi problème. En avril, Hugh Jackman et la Fox approchent le réalisateur Duncan Jones. En mai 2011, après deux mois d'attente, la Fox annonce la liste des principaux prétendants à la réalisation pour remplacer Darren Aronofsky. Le choix se portera entre Doug Liman, José Padilha, Mark Romanek, Justin Lin, Antoine Fuqua, Gavin O’Connor, James Mangold et Gary Shore.Après le refus de Mark Romanek, c'est finalement James Mangold qui prend le poste de réalisateur, en juin 2011.
En septembre 2011, Mark Bomback est engagé pour réécrire le script de McQuarrie. En octobre 2012, le réalisateur James Mangold avoue que le film suit les évènements de X-Men : L'Affrontement final : « Jean Grey est partie, les X-Men sont dissous, ainsi il y a un énorme sentiment d'isolement pour lui [Wolverine] ».

### Attribution des rôles
Will Yun Lee et Brian Tee rejoignent le casting, en juillet 2011[réf. nécessaire].
Jessica Biel et Amanda Seyfried ont été envisagées pour tenir le rôle de Madame Hydra alias Vipère, alors que Katie Leung l'a été pour camper celui de Yukio.

### Tournage
Avec un budget de plus de 100 millions de dollars, les prises de vues commencent le lundi 30 juillet 2012 à Kurnell en Australie, près de la Botany Bay à Sydney. Hugh Jackman a réussi à faire obtenir au film une subvention de 13 millions de dollars de la part du gouvernement australien, pour relancer l'économie et créer des emplois.
Le tournage se déplace ensuite à Picton, toujours dans l’État de la Nouvelle-Galles du Sud, pour simuler des scènes censées se dérouler dans le Yukon au Canada.
En août 2012, la production continue à Tokyo, d'où la Tour de Tokyo ou encore le temple bouddhiste Zōjō-ji pour une scène de funérailles. Le 4 septembre 2012, des scènes sont tournées aux environs de la gare de Fukuyama. Le tournage au Japon se termine dans le port Tomonoura à Fukuyama.
Le 8 octobre 2012, le tournage reprend en Australie dans la Cockle Bay à Sydney. Le tournage se termine à Parramatta, utilisée comme une ville japonaise.

### Musique
Albums de Marco Beltrami
World War Z
(2013) Carrie, la vengeance
(2013)
Bandes originales par X-Men
X-Men : Le Commencement
(2011) X-Men: Days of Future Past
(2014)
La bande originale est composée par Marco Beltrami, qui avait déjà travaillé avec James Mangold sur le western 3 h 10 pour Yuma.
| 1.  | A Walk in the Woods    | 1:02 |
| 2.  | Threnody for Nagasaki  | 1:15 |
| 3.  | Euthanasia             | 1:36 |
| 4.  | Logan's Run            | 3:56 |
| 5.  | The Offer              | 3:15 |
| 6.  | Arriving at the Temple | 2:10 |
| 7.  | Funeral Fight          | 4:22 |
| 8.  | Two Handed             | 4:04 |
| 9.  | Bullet Train           | 1:31 |
| 10. | The Snare              | 1:32 |
| 11. | Abduction              | 2:11 |
| 12. | Trusting               | 1:54 |
| 13. | Ninja Quiet            | 3:40 |
| 14. | Kantana Surgery        | 3:50 |
| 15. | The Wolverine          | 2:21 |
| 16. | The Hidden Fortress    | 5:02 |
| 17. | Silver Samurai         | 3:27 |
| 18. | Sword of Vengeance     | 4:32 |
| 19. | Dreams                 | 1:21 |
| 20. | Goodbye Mariko         | 1:01 |
| 21. | Where To?              | 2:25 |
| 22. | Whole Step Haiku       | 2:08 |

## Sortie et accueil

### Accueil critique
Le film reçoit un accueil mitigé dans la presse, même s'il est jugé supérieur à X-Men Origins: Wolverine. Sur l'agrégateur américain Rotten Tomatoes, le film récolte 71 % d'opinions favorables pour 255 critiques recensées. Sur Metacritic, il obtient la note de 61⁄100 pour 46 critiques.
En France, le site Allociné propose une note moyenne de 2,5⁄5 à partir de l'interprétation de critiques provenant de 19 titres de presse. Stéphanie Belpêche du Journal du dimanche souligne des « scènes d'action spectaculaires dans des décors naturels somptueux, des combats enragés et quelques touches d'humour ». Dans L'Écran fantastique, Gilles Penso écrit que « avec ce film, la saga X-Men s'orne ainsi d'un de ses plus beaux opus ». Noémie Luciani du Monde regrette quant à elle que le film enchaîne « de manière un peu mécanique les scènes de combat » et pense que « le réalisateur fait un film qui n'est vraiment réussi ni dans l'action ni dans l'intime, sans être franchement raté sur l'ensemble ». Pour Gilles Esposito de Mad Movies, le film possède trois défauts majeurs : « la psychologie balourde […], un combat final pas très inspiré […], et enfin, une durée assez disproportionnée ». Dans Les Inrockuptibles, Jacky Goldberg déplore « la nullité du scénario et l’épaisseur de Jackman ». Adrien Gombeaud, de la revue Positif, écrit que Wolverine, le combat de l'immortel est « l'exemple même du manque d'audace du blockbuster contemporain ». Dans Télérama, Guillemette Odicino trouve le « scénario inepte », la « mise en scène poussive » et pense que Hugh Jackman « confirme sa mutation en mauvais acteur : les griffes de l'ennui ».

### Box-office
| Pays ou région    | Box-office        | Date d'arrêt du box-office | Nombre de semaines |
| ----------------- | ----------------- | -------------------------- | ------------------ |
| États-Unis Canada | 132 556 852 $,    | 5 décembre 2013            | 19                 |
| France            | 1 989 081 entrées | 24 septembre 2013          | 9                  |
| Total mondial     | 414 828 246 $     | 5 décembre 2013            | -                  |

## Distinctions
Entre 2013 et 2014, Wolverine : Le Combat de l'immortel a été sélectionné 13 fois dans diverses catégories et a remporté 2 récompenses.

### Récompenses
2013
- Prix Schmoes d'or 2013 : Schmoes d'or du film préféré de l'année.

2014
- ASCAP / Société américaine des compositeurs, auteurs et éditeurs 2014 : Prix ASCAP des meilleurs films au box-office pour Marco Beltrami.

### Nominations
2013
- Principaux prix artistiques (Key Art Awards) 2013 :
  - Meilleure technique audio / visuelle pour Twentieth Century Fox, Marvel Studios et PIC Agency [Note 5],
  - Meilleure technique audio / visuelle pour Pamela B. Green et PIC Agency.
- Prix du cinéma hollywoodien 2013 : nommé au prix du film hollywoodien pour James Mangold.
- Prix IGN du cinéma d'été (IGN Summer Movie Awards) 2013 :
  - Meilleur film d'adaptation de bande dessinée,
  - Meilleure affiche de film,
  - Meilleur film Blu-Ray (pour l'édition Unleashed Extended Edition).

2014
- Académie des films de science-fiction, fantastique et d'horreur - Prix Saturn 2014 : Meilleur film tiré d'un comic.
- Guilde des acteurs de l'écran 2014 : Meilleure équipe de cascadeurs.
- Prix du choix des enfants 2014 : Coup de pied masculin préféré pour Hugh Jackman.
- Prix du public 2014 : Film d'action préféré.
- Prix mondiaux de la bande originale 2014 : Compositeur de l'année pour Marco Beltrami.

## Version longue
Le Blu-ray sort aux États-Unis en décembre 2013. Il contient une version rallongée du film unrated (non classifiée) intitulée Unleashed Extended Edition. Cette version avait été projetée une première fois dans les 20th Century Fox Studios en novembre 2013. Elle contient environ 12 minutes supplémentaires. Les principaux changements sont la scène de bataille avec les ninjas qui est rallongée ainsi que des scènes d'interaction supplémentaires entre les personnages,,,.

## Suite
Logan, du même réalisateur, sort en 2017. Le personnage sera ensuite de retour dans Deadpool 3 (2024).